# إيرني كوليت
إيرني كوليت هو لاعب هوكي جليد كندي، ولد في 3 مارس 1895 في تورونتو في كندا، وتوفي بنفس المكان في 21 ديسمبر 1951.

## وصلات خارجية
- إيرني كوليت على موقع EliteProspects.com (الإنجليزية)
- إيرني كوليت على موقع أوليمبيديا (الإنجليزية)